# Dacrydium ericoides
Dacrydium ericoides é uma espécie de conífera da família Podocarpaceae.
Apenas pode ser encontrada no seguinte país: Malásia.
Está ameaçada por perda de habitat.